# Enclisis alpicola
Enclisis alpicola är en stekelart som först beskrevs av Heinrich Habermehl 1926.
Enclisis alpicola ingår i släktet Enclisis och familjen brokparasitsteklar. Inga underarter finns listade i Catalogue of Life.